# 武漢日記
武漢日記 （ぶかんにっき、中: 武汉日记）は、中国の作家方方による、同国武漢で新型コロナウイルス感染症（COVID-19）の流行を抑止するためのロックダウン（都市封鎖）生活中の人々の生活について書かれたオンライン日記。作者の名前から「方方日記」とも呼ばれる。
2020年6月、「Wuhan Diary：Dispatches from a Quarantined City」というタイトルの英訳がハーパーコリンズから書籍形式で発行される。

## 概要
2020年の湖北省封鎖の間、方方の武漢日記 （中: 武汉日记）は、ソーシャルメディアに投稿され、封鎖された都市の日々は広く公開された。決まって深夜0時前後に投稿し、投稿の多くが、翌朝には中国の政府当局の検閲によって削除されてしまっていた。フォロワー380万人を超える彼女の新浪微博（微博、ウェイボー、Weibo）アカウントは、2月に閉鎖され、後に復活した 。
方方は、武漢が封鎖された2日後の2020年1月25日に日記を書き始めた 。彼女は60番目の投稿で、自身が最後のエントリと呼んだものを2020年3月25日の日付が変わった直後に公表した。これは、当局が武漢の封鎖が4月8日に終了すると発表した数時間後であった。方方は、彼女が一人で住んでいる武漢の武昌区の家から日記を書いた。 
武漢日記の中で、方方は中国のネット検閲の終結を求めている。

## 出版
マイケル・ベリー（Michael Berry）が翻訳した「Wuhan Diary：Dispatches from a Quarantined City（『武漢日記：検疫都市からの急報』）」というタイトルの英語の翻訳が、2020年6月にハーパーコリンズから書籍形式で発行される。 
中国共産党の管理下にある国家主義的な日刊紙である『環球時報』によると、この出版物は中国政府の日記のイメージと中古の情報源の使用の疑いにより、中国の聴衆から怒りを集めたという。英語とドイツ語で迅速に翻訳され、両言語とも最初の中国語の新浪微博版（3月25日に終了）が完成してからわずか2週間後の4月8日にアマゾンで先行予約可能になり、「potential collaborations with foreign influences（外国の影響との潜在的な協力）」とする批判と推測を引き起こしたとも述べた 。 
訳者のマイケル・ベリーは、数々のバッシングの実態をまとめ、Translation, Disinformation, and Wuhan Diary: Anatomy of a Transpacific Cyber Campaignとして2022年に出版し、この日本語翻訳版は武田純子の訳により『「武漢日記」が消された日：中国から始まったある言論弾圧』として、河出書房新社から2023年に出版された。 

### 日本語版
日本では2020年9月に飯塚容と渡辺新一の翻訳により、『武漢日記：封鎖下60日の魂の記録』が河出書房新社から出版された。これを読んだ作家の中島京子は、封鎖下の武漢で数々の生涯を乗り越え実情を伝え続けた方方の勇気を讃えている。